# Layamon
Layamon (2 poł. XII) – angielski poeta. Znany nam wyłącznie ze wzmianek o sobie samym, zawartych w jego poemacie narracyjnym Brutus. 
Był duchownym w Areley (Worcestershire). Podjął się trudu spisania historii Brytanii od osiedlenia się na niej Brutusa Trojańskiego aż do panowania króla Artura. Źródłem dla niego był francuski poemat o Brutusie (Roman de Brut) Wace'a z Jersey, oparty na łacińskiej Historii królów Brytanii Geoffreya z Monmouth. Z analizy utwory wynika, że Layamon napisał swe dzieło w latach 1189-1205. Utwór ten liczy ok. 32 tys. wierszy, a więc dwukrotnie więcej niż jego francuski pierwowzór. 
Poza materiałem legendarnym utwór zawiera wiele elementu baśniowego mającego swe źródło w folklorze. Napisany jest długim wierszem aliteracyjnym z regularną średniówką, przypominającym tradycyjny wiersz epiki staroangielskiej. Dzieło Layamona ma ogromną wartość historyczno-literacką ze względu na znamiona przejściowe przetwarzania się języka anglosaskiego na angielski.